# John Hanson (réalisateur)
Pour les articles homonymes, voir John Hanson.
John Hanson est un réalisateur américain né le 7 mars 1942.

## Filmographie
- 1978 : Northern Lights
- 1984 : Wildrose
- 1988 : Traveling Light
- 1993 : Shimmer

## Récompenses
- Caméra d'or au Festival de Cannes 1979 pour Northern Lights